# Творогов, Станислав Дмитриевич
Станислав Дмитриевич Творогов (1 октября 1936 — 30 июля 2008) — советский и российский физик, член-корреспондент РАН (1994).

## Биография
Родился 1 октября 1936 года в с. Малопесчанка Мариинского района Западно-Сибирского края.
В 1959 году — окончил физический факультет Томский государственный университет (ТГУ).
С 1961 по 1962 и с 1966 по 1969 — работал в разных должностях в Сибирском физико-техническом институте (СФТИ), в лаборатории спектроскопии ТГУ (1962—1966).
С 1969 года — заведующий лабораторией статистической оптики Института оптики атмосферы (ИОА) СО АН СССР (РАН), одновременно работает на кафедре оптики и спектроскопии ТГУ, профессор — с 1993 года.
В 1963 году — защитил диссертацию, тема: «Распространение инфракрасного излучения в облаках».
В 1973 году — защитил докторскую диссертацию, «Некоторые проблемы атмосферной оптики».
В 1994 году — избран членом-корреспондентом РАН.
Умер 30 июля 2008 года в Томске.

## Научная деятельность
Специалист в области атмосферной оптики, спектроскопии и статистической физики.
Разработал метод полуклассического представления для квантовых задач, теорию периферии контура спектральных линий молекул, точную математическую версию представления интегральных по спектру характеристик рядами экспонент.
Основные направления исследований: спектроскопия межмолекулярных взаимодействий, взаимные связи между основной оптикой и нелинейной оптикой, проблемы радиационного блока современных климатических моделей.
Основные научные результаты: физическая картина радиационных процессов в крыльях спектральных колебательно-вращательных линий и полос; новые приемы извлечения потенциала межмолекулярного взаимодействия из спектроскопических данных; применение классических решений при описании столкновения молекул и их вращательных состояний; ротатор в бигармоническом оптическом поле как объект нелинейной динамики и синергетики.

## Награды
- Орден Дружбы (1998)
- Медаль «В ознаменование 100-летия со дня рождения Владимира Ильича Ленина» (1970)
- Медаль «Ветеран труда»
- Медаль «За заслуги перед Томским государственным университетом» (1998)
- Серебряная медаль «В благодарность за вклад в развитие Томского государственного университета» (2003)